# Peace of Mind
"Peace of Mind" je pjesma sastava Boston i drugi singl s njihova albuma Boston.